# Berninches
Berninches ist ein Ort und eine Gemeinde (municipio) mit 45 Einwohnern (Stand: 2024) im Südwesten der Provinz Guadalajara in der Autonomen Gemeinschaft Kastilien-La Mancha. 

## Lage und Klima
Berninches liegt in einer Höhe von ca. 930 m in der Kulturlandschaft der Alcarria. Die Entfernung zur westnordwestlich gelegenen Provinzhauptstadt Guadalajara beträgt etwa 38 Kilometer (Fahrtstrecke). Das Klima ist gemäßigt bis warm; Regen (568 mm/Jahr) fällt übers Jahr verteilt.

## Bevölkerungsentwicklung
| Jahr      | 1970 | 1981 | 1991 | 2001 | 2011 | 2021 |
| Einwohner | 238  | 121  | 142  | 133  | 79   | 53   |

## Sehenswürdigkeiten

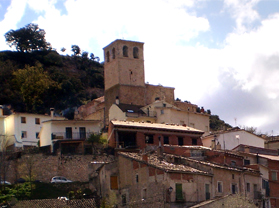
Kirche Mariä Himmelfahrt
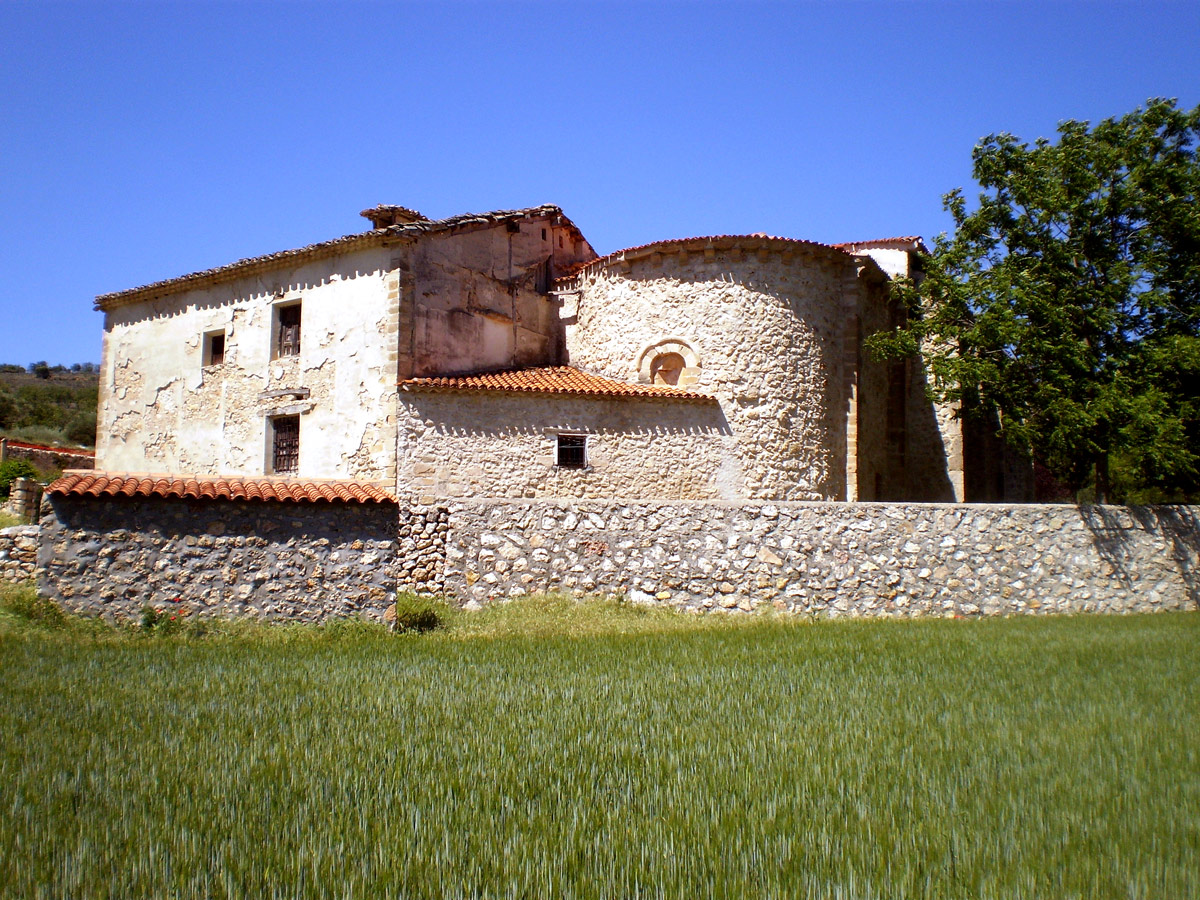
Kapelle El Collado

- Kirche Mariä Himmelfahrt
- Kapelle El Collado